# Liste der Kulturdenkmäler in Dingdorf
In der Liste der Kulturdenkmäler in Dingdorf sind alle Kulturdenkmäler der rheinland-pfälzischen Ortsgemeinde Dingdorf aufgeführt. Grundlage ist die Denkmalliste des Landes Rheinland-Pfalz (Stand: 27. Juni 2022).

## Einzeldenkmäler
| Bezeichnung                        | Lage                              | Baujahr   | Beschreibung | Bild                           |
| ---------------------------------- | --------------------------------- | --------- | --- | ------------------------------ |
| Wegekreuz                          | Hauptstraße, bei Nr. 5 Lage       | 1782      | kleines Balkenkreuz, bezeichnet 1782 | Fotos hochladen                |
| Wegekreuz                          | Hauptstraße, Ecke Im Derfeld Lage | 1806      | Schaftkreuz mit Rokokoornament, 1806 | Fotos hochladen                |
| Katholische Pfarrkirche St. Joseph | Kapellenweg 1 Lage                | 1866      | kleiner Saalbau mit Giebeldachreiter, bezeichnet 1866; an der Eingangsseite zwei Kreuzigungsreliefs, links wohl um 1600, rechts wohl noch mittelalterlich; nordöstlich der Kirche Schaftkreuz, bezeichnet 1782 | weitere Bilder Fotos hochladen |
| Bildstock                          | nördlich des Ortes Lage           | nach 1620 | Kreuzigungsbildstock, nach 1620 | Fotos hochladen                |